# Handicapeur
Un handicapeur est, dans le monde du sport hippique, un analyste qui détermine à partir de leurs performances récentes les handicaps à attribuer à chacun des chevaux participant à une course afin d'équilibrer les chances de victoire.

## Définition
Dans son Dictionnaire encyclopédique du cheval, Jean-François Ballereau décrit le handicapeur comme le « commissaire aux courses fixant l'importance des handicaps ». 

## Difficultés du métier
Le métier de handicapeur est différent de celui du juge de course ; il demande une grande résistance aux nombreuses remarques inhérentes à son exercice.
Dans son Dictionnaire du Sport Français, paru en 1872, le baron d'Étreillis souligne les nombreuses récriminations dont sont victimes les handicapeurs, dans la mesure où ce métier peut difficilement être exercé sans jamais commettre d'erreur.

## Dans la culture populaire
Le métier de handicapeur est cité par Walter Farley dans le roman jeunesse Un rival pour l'étalon noir, dans le cadre de la répartition des handicaps pour une course entre l'étalon Flamme et l'étalon noir.